# グリーン山脈

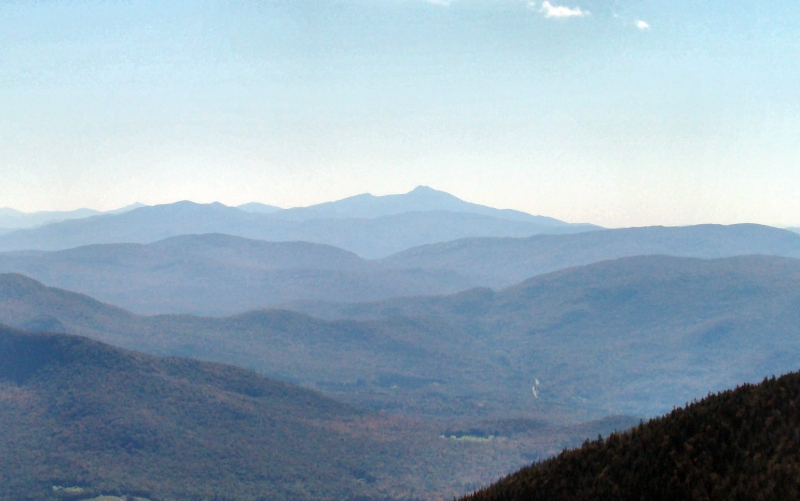
ジェイ山から南に見たグリーン山脈

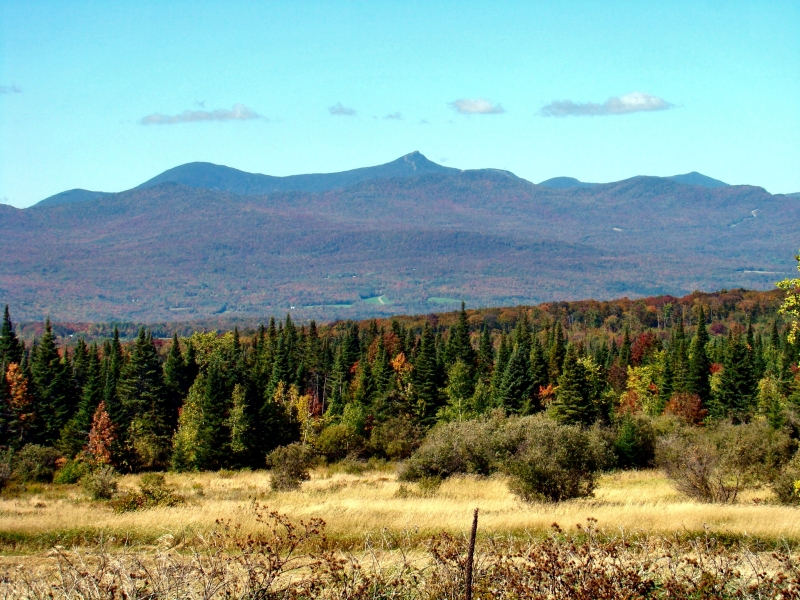
ジェイ山は、バーモント州のグリーン山脈北端に位置する。

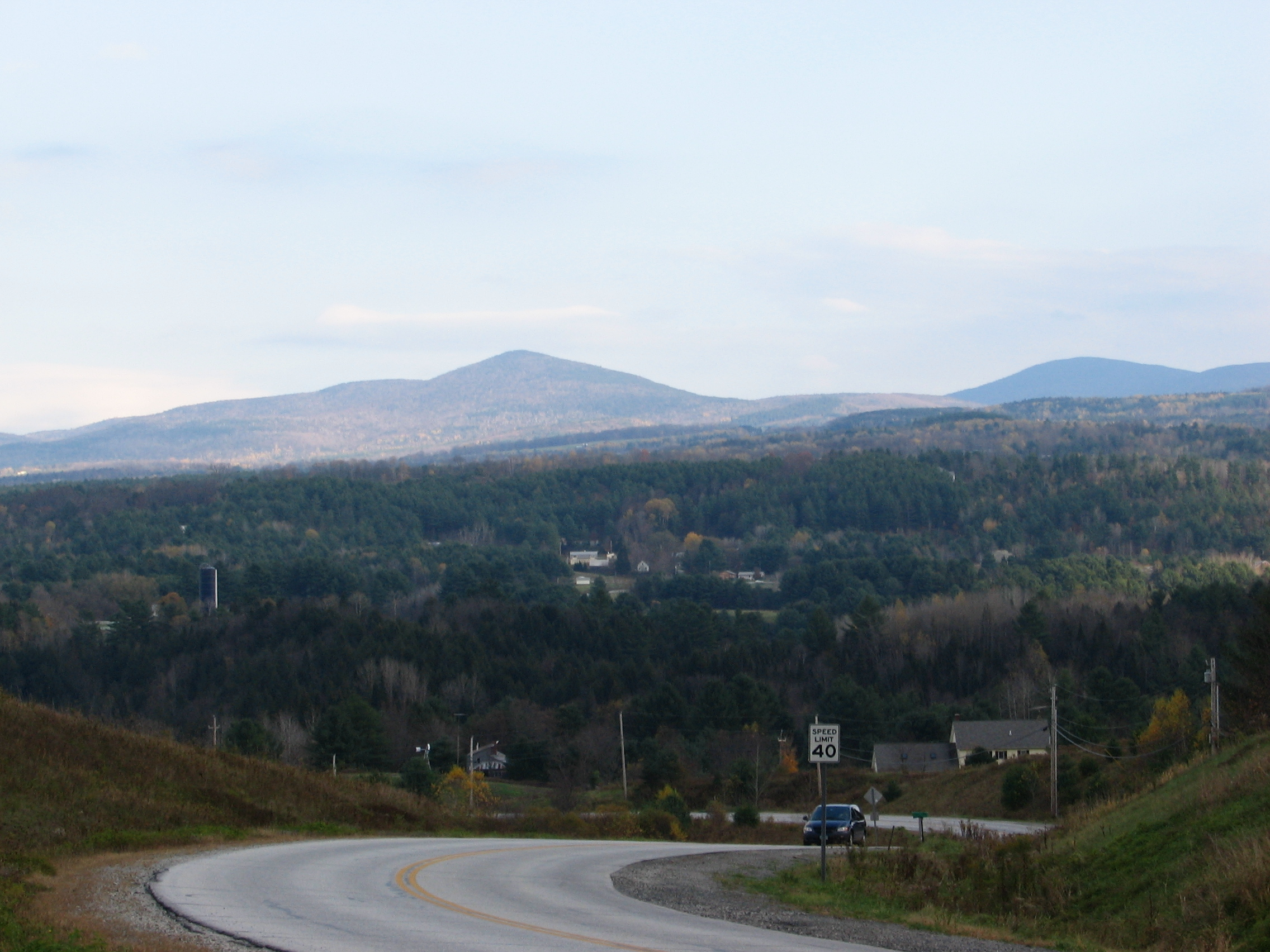
モントピリアから見たグリーン山脈

グリーン山脈（英: Green Mountains）は、アメリカ合衆国、バーモント州の山脈である。山脈は主に南北を貫き、全長は250マイル (400 km)、マサチューセッツ州との州境からカナダのケベック州まで伸びている。マサチューセッツ州・コネチカット州内を走るこの山脈は、ザ・バークシャーまたは、バークシャー・ヒルズ (Berkshire Hills)、リッチフィールド郡ではノースウェスト・ヒルズ (Northwest Hills) または、リッチフィールド・ヒルズ (Litchfield Hills)、ケベック州では、サットン山脈 (Sutton Mountains, Monts Sutton) と、それぞれの名で呼ばれている
バーモント州に存在するすべての山脈は、みなグリーン山脈として言及されることがあるが、タコニック山脈やバーモント州北東部の高地は、地質学的見地からすれば、グリーン山脈の一部ではない。

## 主要峰
グリーン山脈の山々のうち、特に知られている山頂を掲載した。「特に知られている」とは、特に標高が高い、道路や登山道（ロング・トレイルやアパラチアン・トレイルなど）で簡単にアクセスできる、スキー場や町の近くにあるとか言った理由が挙げられる
- マンスフィールド山 - 4,393フィート (1,339 m)。バーモント州の最高地点。
- キリントン山（英語版） - 4,241フィート (1,293 m)
- エレン山（英語版） - 4,083フィート (1,244 m)
- キャメルズ・ハンプ（英語版） - 4,083フィート (1,244 m)
- エイブラハム山（英語版） - 4,017フィート (1,224 m)
- ピコ山（英語版） - 3,957フィート (1,206 m)
- ストラットン山（英語版） - 3,940フィート (1,200 m)。ロング・トレイルとアパラチアン・トレイルが生まれるきっかけになった山。
- ジェイ山（英語版） - 3,862フィート (1,177 m)。東部アメリカで、平均降雪量最多を誇る[5][6]。
- ブレッド・ロ－フ山（英語版） - 3,835フィート (1,169 m)
- ウィルソン山（英語版） - 3,780フィート (1,150 m)
- グラステンバリー山（英語版） - 3,748フィート (1,142 m)

グリーン山脈は、ケベック州からアラバマ州北部まで伸びるアパラチア山脈の一部を形成している。

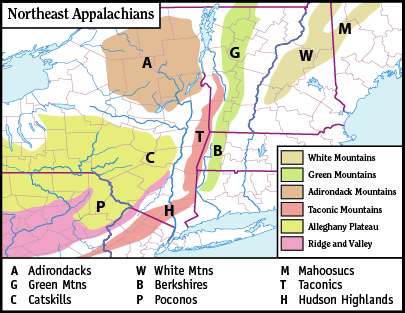
北部アパラチアの主要地域を示す地図

また、グリーン山脈は、ニューイングランド/アカディアン森林生態域の一部である。付近のアディロンダック山地とシャンプレーン湖と共に「シャンプレーン＝アディロンダック生物圏保護区」としてユネスコの生物圏保護区に指定されている。

## 観光
スキーやその他雪に関連するレクリエーションのために、開発された山がある。他方で、夏季、登山を楽しむために開発されたものもある。マンスフィールド、ピコ、エレンは、その傾斜を生かし、ダウンヒルスキーの観光地が形成されている。主要な山のすべては、バーモント州南部から北部に走るロング・トレイルや整備されていない登山道を使って登山でき、アパラチアン・トレイルと1/3が重複している。

## 歴史
グリーンマウンテン共和国としても知られるバーモント共和国が、1777年から、14番目の州となった1791年にかけて存在した。